# Giuseppe Bruno (fotografo)

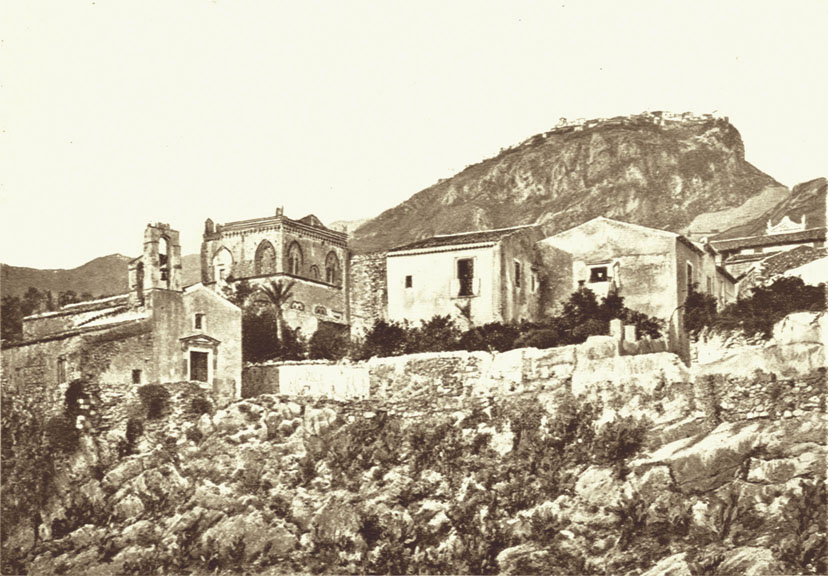
Giuseppe Bruno: Taormina, chiesa di san Michele e palazzo dei duchi di santo Stefano, 1885 circa

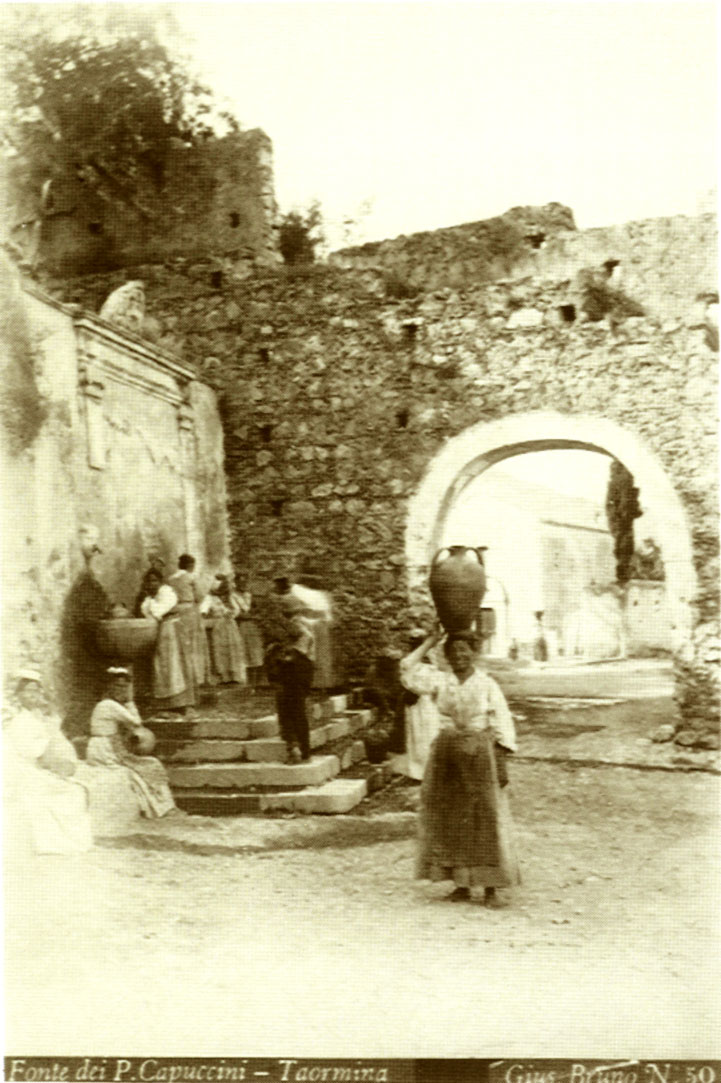
Giuseppe Bruno: Taormina, porta dei Cappuccini, 1890 circa

Giuseppe Bruno (Capizzi, 1836 – Taormina, 1904) è stato un fotografo italiano, attivo a Taormina, a Capizzi e nel resto della Sicilia nel XIX secolo.

## Biografia
Di formazione ingegnere, sposò una donna facoltosa di Capizzi e, potendo vivere di rendita, si dedicò alla sua passione, la fotografia, che era allora un'arte relativamente "nuova" e piuttosto complessa dal punto di vista tecnico. Amò sperimentare nelle tecniche di impressione e stampa delle immagini, arrivando a firmarsi "chimico-fotografo".
È stato il maestro di Wilhelm von Gloeden, al quale trasmise la passione per gli esperimenti con le tecniche d'impressione e stampa.
La sua produzione fu dedicata soprattutto ai paesaggi e ai monumenti della zona, con risultati particolarmente felici nell'inserimento della figura umana in contesti paesaggistici.
La sua produzione è sempre tecnicamente di alto livello, e pur spingendosi raramente di là da una nitida documentazione dei luoghi ritratti, rivela un gusto sicuro e una competenza tecnica di tutto rispetto. Manca però in lui la capacità di introspezione e la denunzia sociale delle condizioni dei poveri siciliani che spesso ritraeva con scopi documentaristici.
Probabilmente alcune sue opere fatte a Limina, piccolo paese montano vicino a Taormina, potrebbero essere state attribuite all'allievo Wilhelm von Gloeden. 

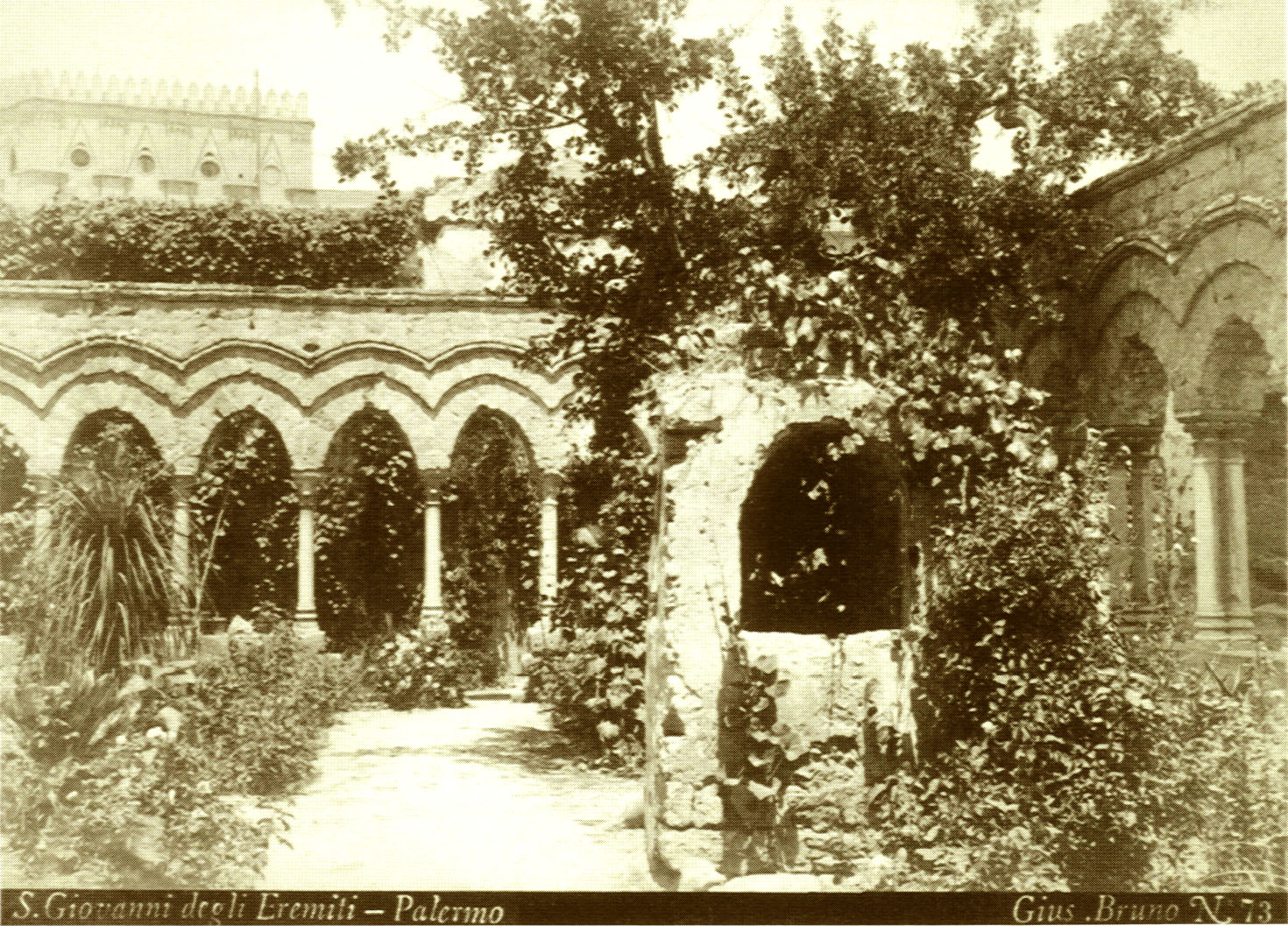
S. Giovanni degli Eremiti - Palermo
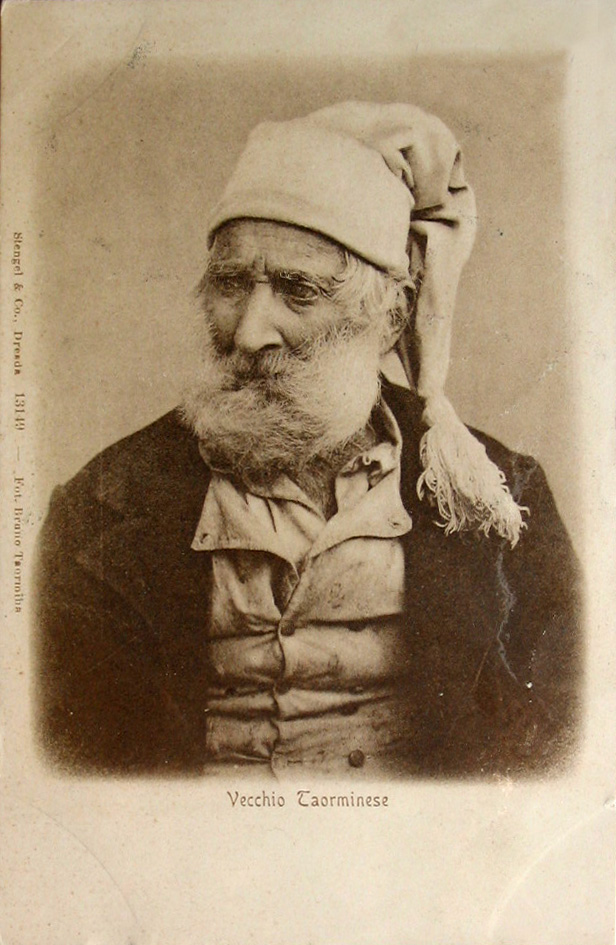
Vecchio taorminese
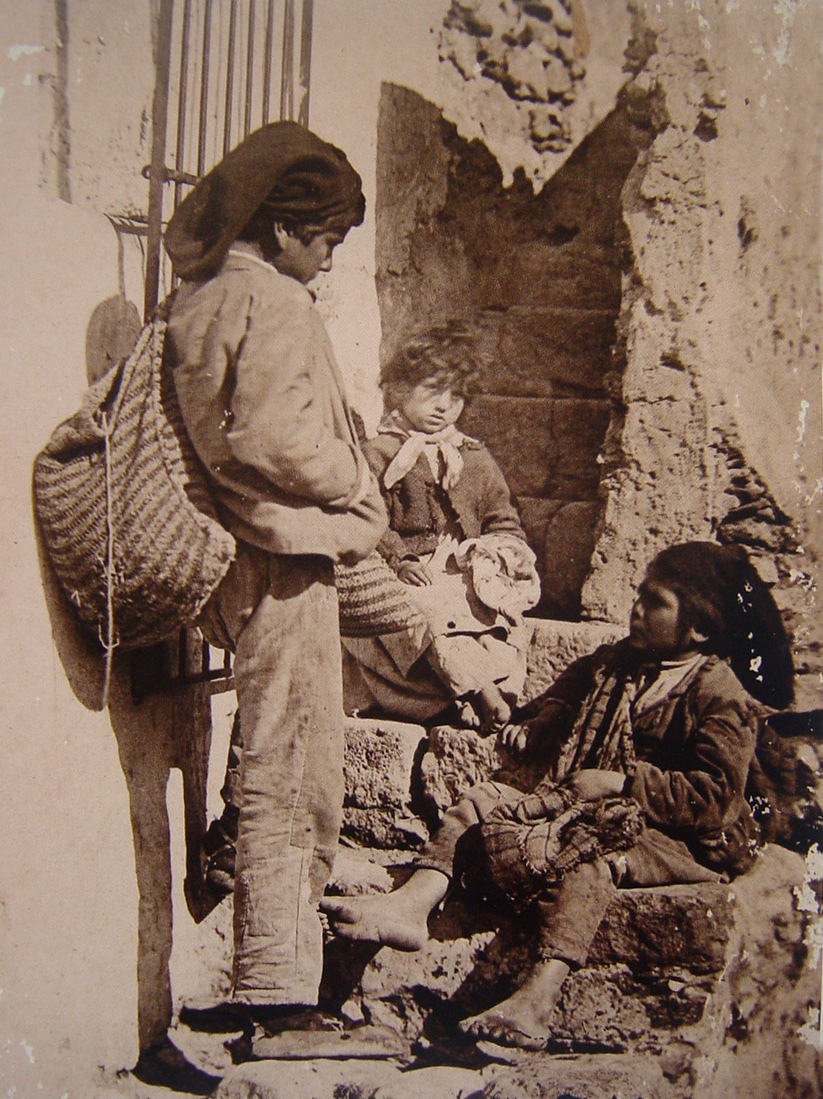
002 Famiglia contadina a Limina
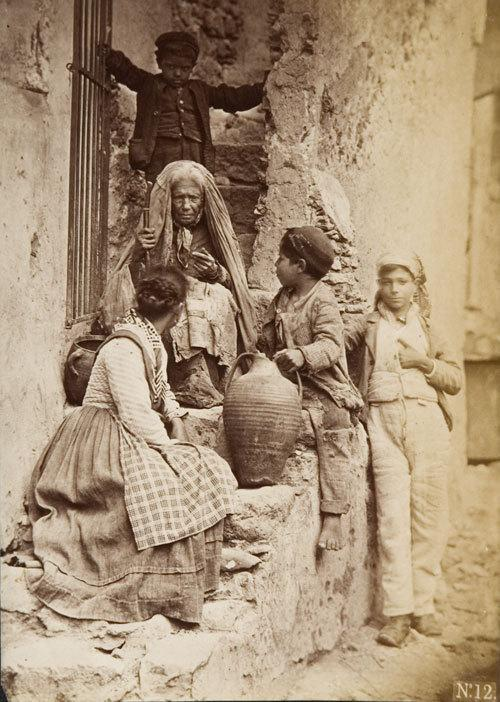
012 Famiglia contadina a Limina
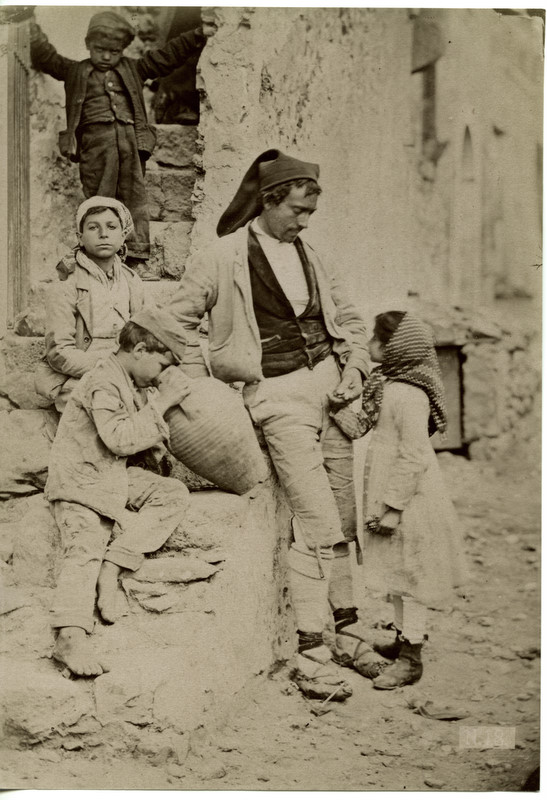
018 Famiglia contadina a Limina
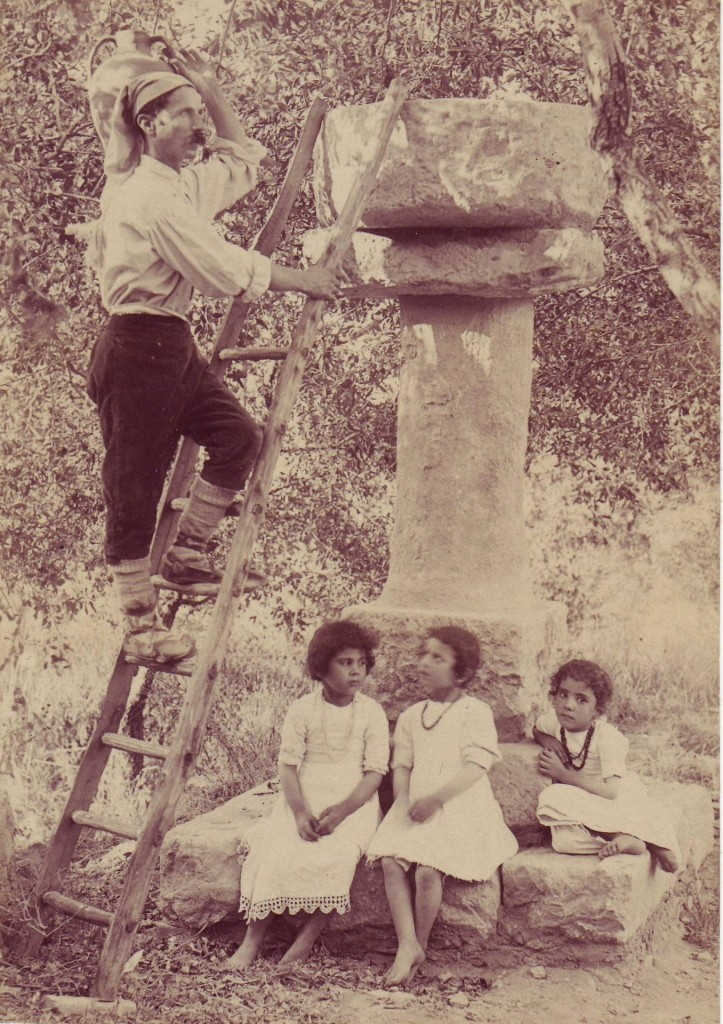
Contadini
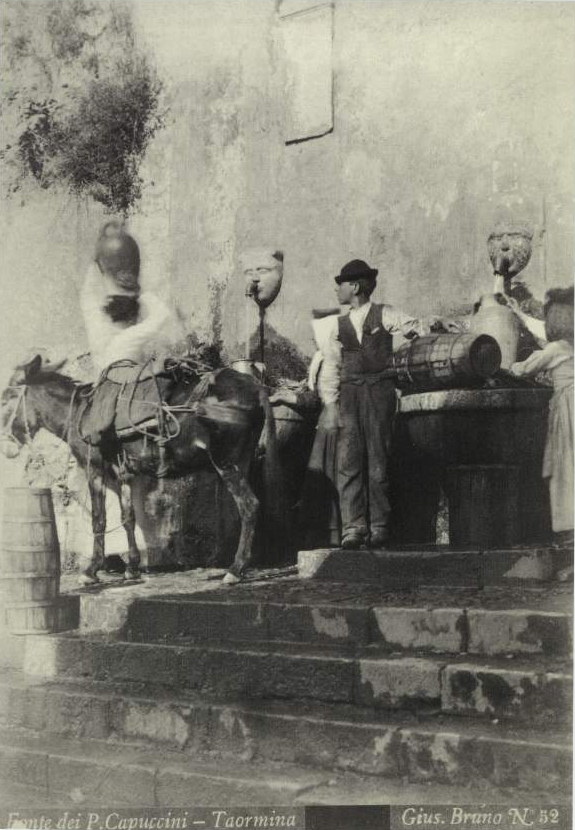
052 Fonte dei P. Capuccini a Taormina
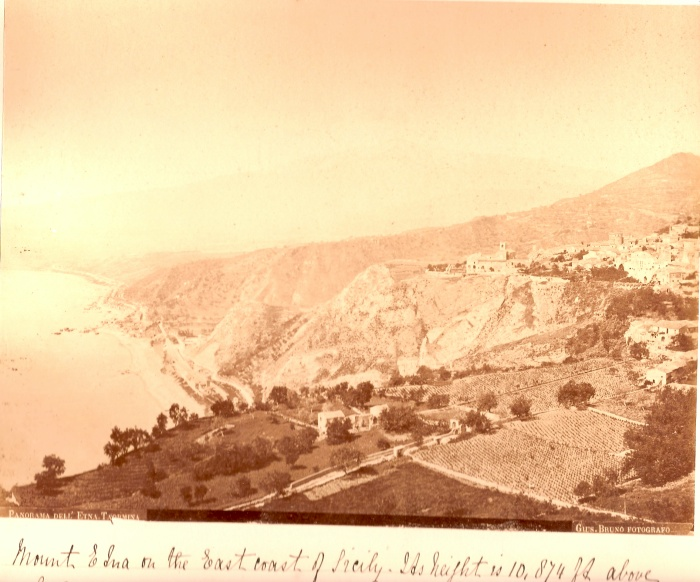
Panorama del monte Etna da Taormina
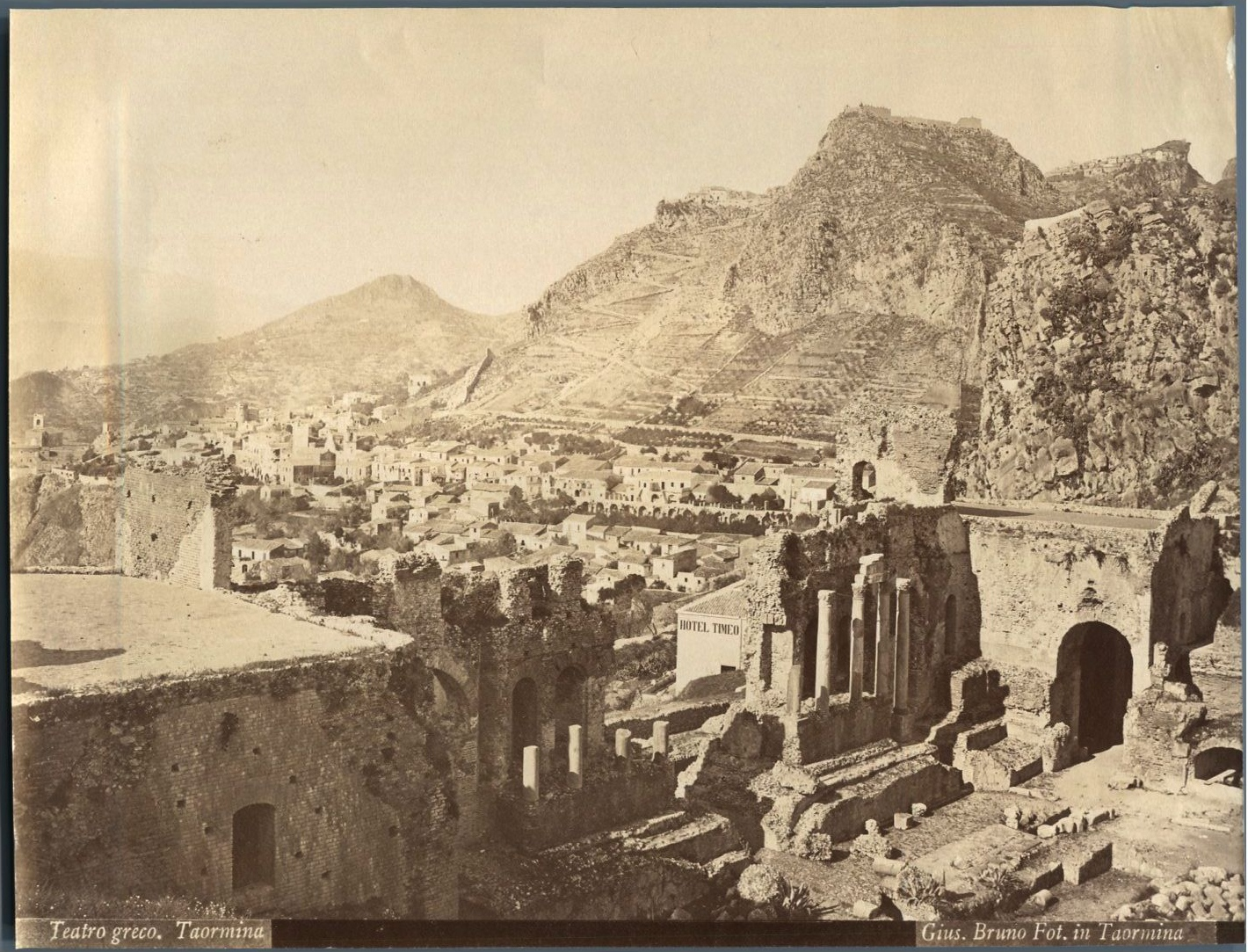
Teatro greco a Taormina
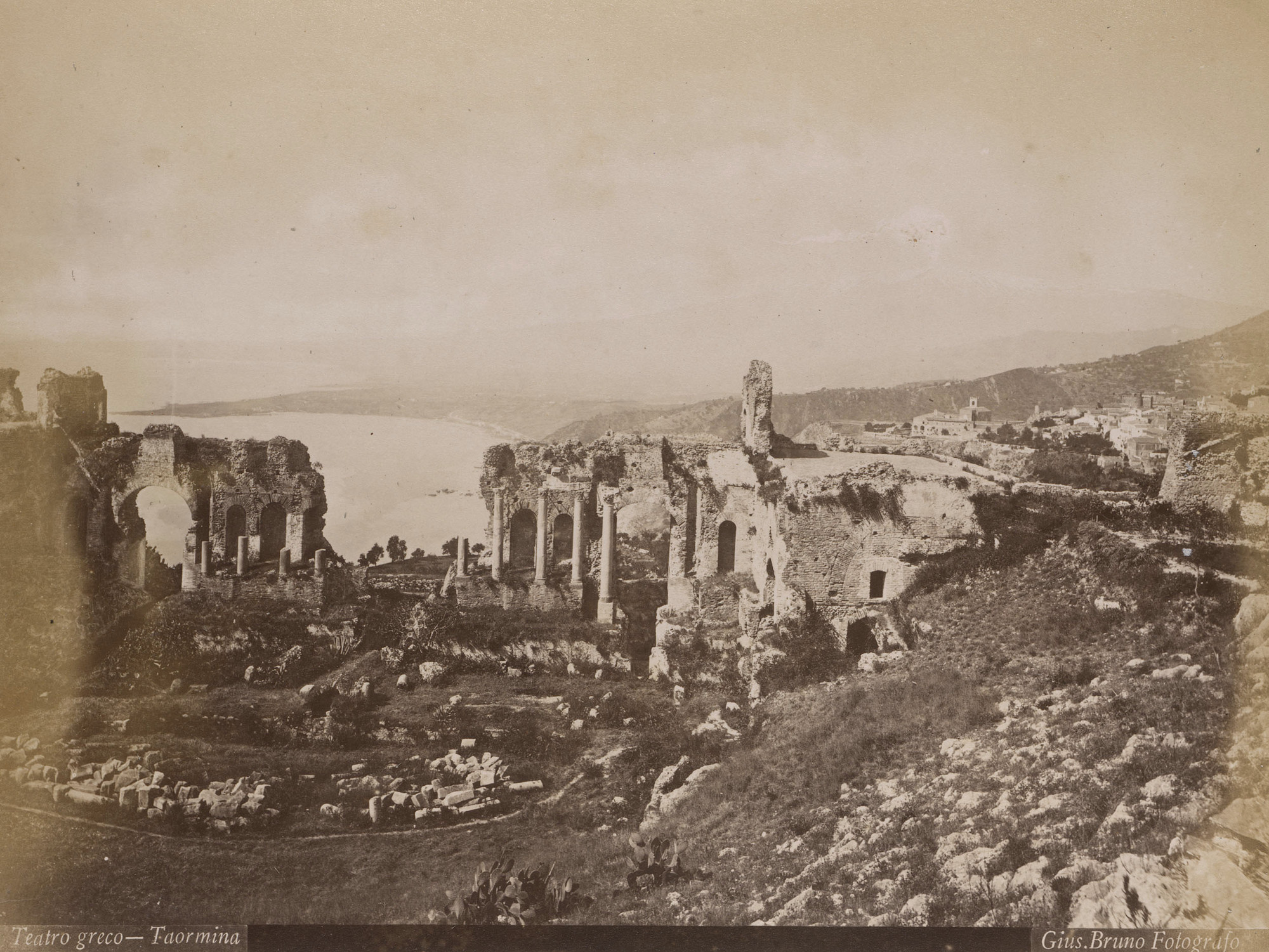
Teatro greco a Taormina
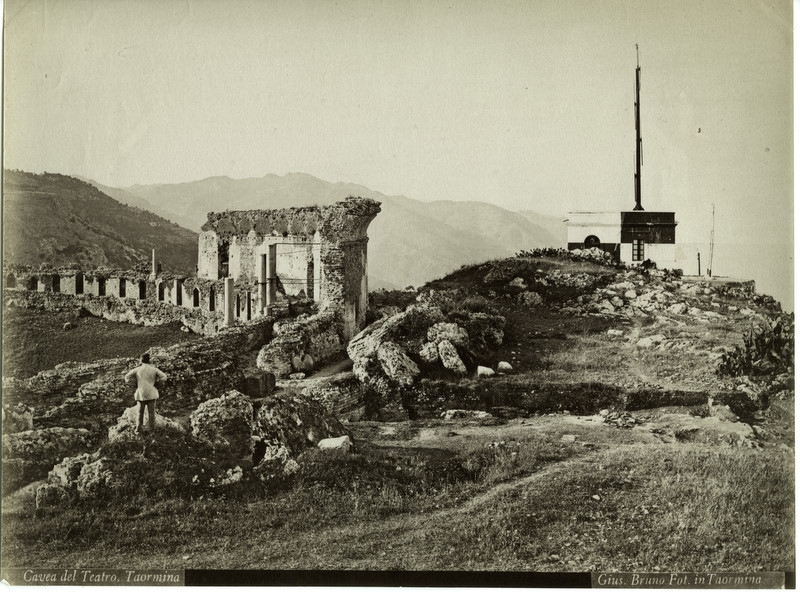
Cavea del Teatro a Taormina
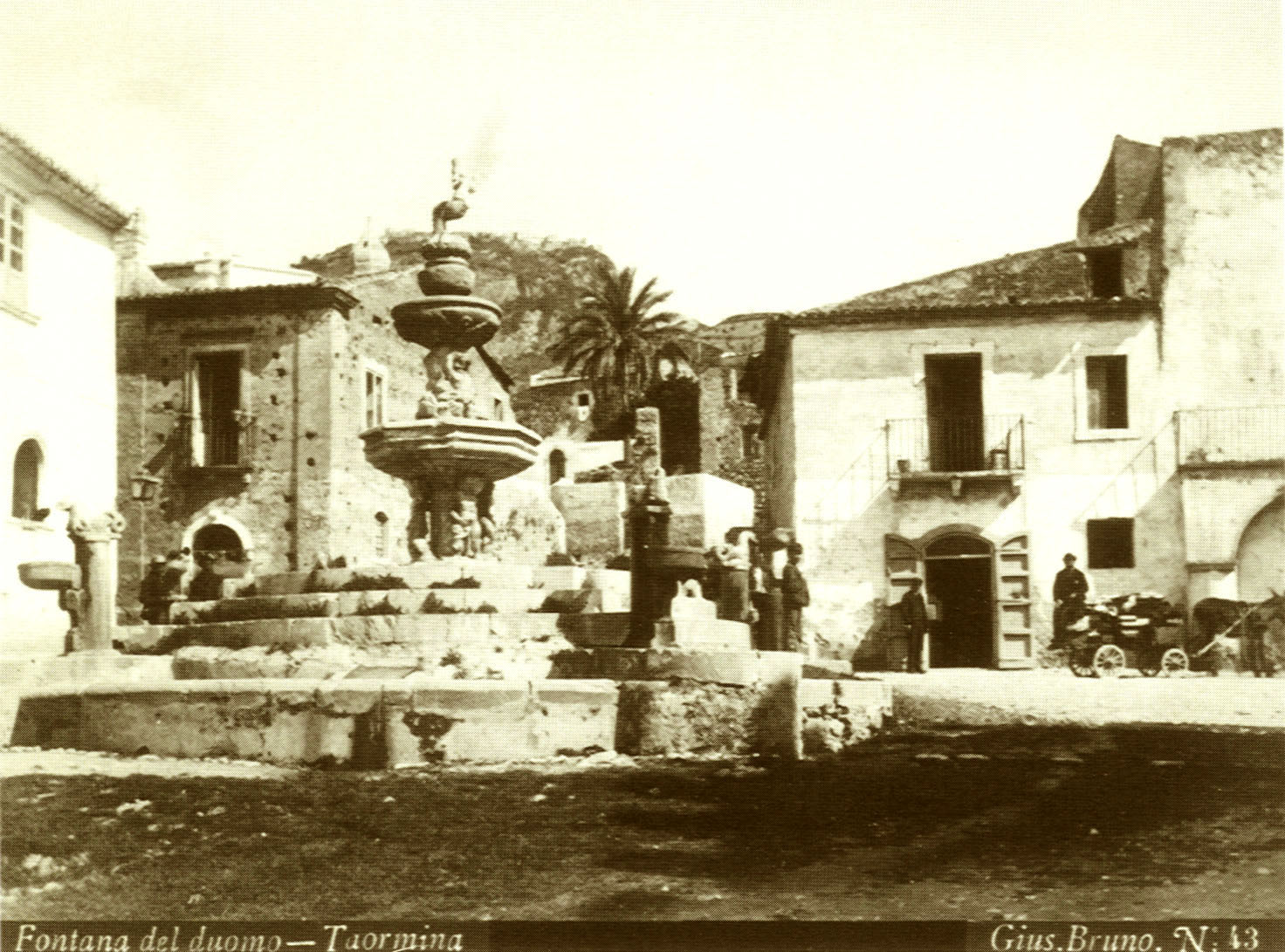
Fontana del duomo a Taormina
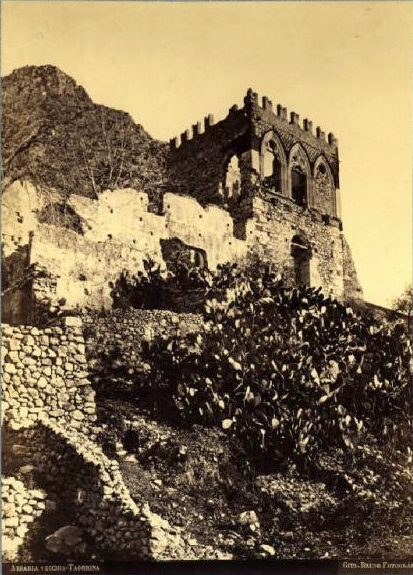
Badia Vecchia a Taormina
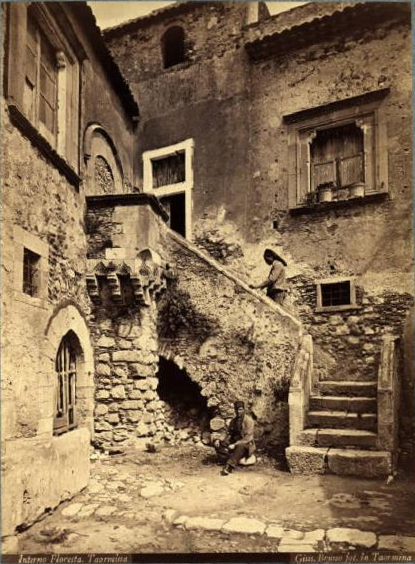
Interno Casa La Floresta a Taormina
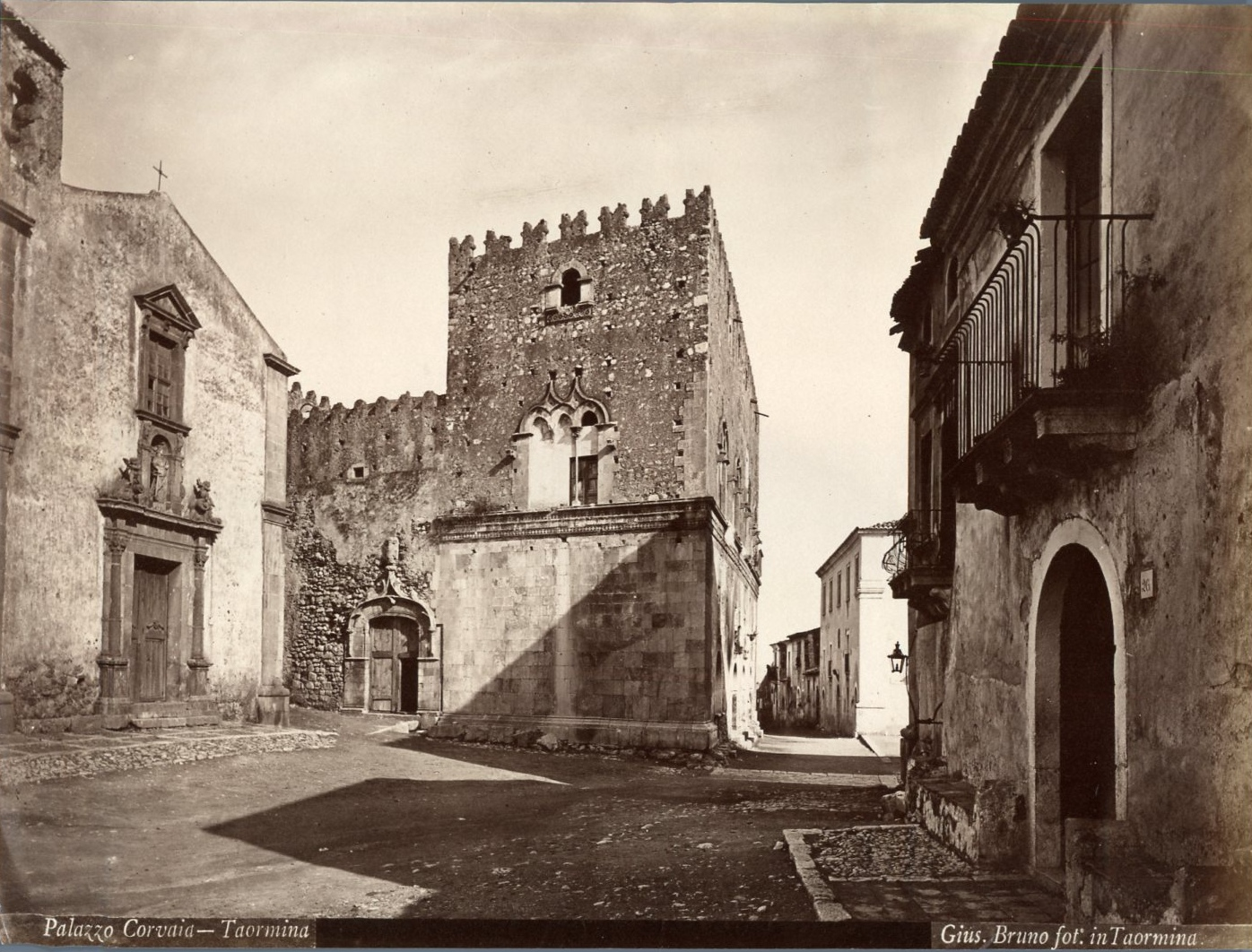
Palazzo Corvaja a Taormina